# Quimbara
Quimbara è una canzone scritta da Junior Cepeda e cantata da Celia Cruz con Johnny Pacheco y su Tumbao, il fondatore di Fania All Stars, estratta dall'album Celia & Johnny, pubblicato nel 1974. È tra i brani di maggior successo dell'artista cubana tanto da essere incluso in molte sue raccolte.
Il brano è uno standard dello stile guaguancó della rumba cubana.

## Curiosità
- Questa canzone è contenuta nel videogioco Grand Theft Auto: Vice City Stories nell'emittente radio Radio Espantoso.
- Questa canzone è contenuta nel videogioco Call of Duty: Black Ops, nella scena iniziale del bar.